# Tour Anne-de-Bretagne
La tour Anne-de-Bretagne est une tour du XVe siècle, qu’Anne de Bretagne a fait construire à Montfort-l'Amaury, perchée sur la motte féodale qui domine le village. Elle est un vestige de l'ancien château, dont les ruines ont été classées monument historique en 1862.
Elle fait l'objet d'une séquence du film Le Petit Garçon perdu de George Seaton sorti en 1953 avec Bing Crosby et Christian Fourcade et tourné principalement à Montfort-l'Amaury.

## Description
La tour d'escalier polygonale du XVe siècle, dite « tour Anne-de-Bretagne » autrefois couronnée de mâchicoulis, flanquait un logis de la même époque.

## Le donjon
Le donjon dont la tour constituait l'escalier a été construit sur l'emplacement des ruines de l'ancien château du XIIe siècle, détruit par les Anglais durant la guerre de Cent Ans et restauré par Anne de Bretagne, comtesse  de Montfort et bienfaitrice. De ce donjon subsistent un escalier en octogone irrégulier sur trois niveaux, les restes d'une tour d'une largeur d'une vingtaine de mètres, des murailles de deux à trois mètres d'épaisseur et d'une hauteur approximative de dix-huit mètres.

## Historique
Lorsque Robert le Pieux, fils d'Hugues Capet, reçoit en apanage le Pays d'Yvelines, il décide de faire édifier ici, sur une motte à 185 mètres d'altitude, une forteresse dont il confie la charge à Guillaume de Hainaut, celui-ci devenant alors le premier seigneur de Montfort.
En 1292, le comté de Montfort fut rattaché au duché de Bretagne à travers le mariage de Yolande de Montfort et d'Arthur II de Bretagne. C'est ainsi que la duchesse Anne de Bretagne (1477-1514), qui possédait également le titre de comtesse de Montfort, séjourna cinq ans à Montfort-Lamaury et fit construire cette tour en briques et en pierres.